# باشگاه فوتبال سافرون والدن تاون
باشگاه فوتبال سافرون والدن تاون (به انگلیسی: Saffron Walden Town Football Club) یک باشگاه فوتبال در شهر سافرون والدن، کشور انگلستان است که در سال ۱۸۷۲ میلادی تأسیس شده‌است.